# Acalolepta riouensis
Acalolepta riouensis är en skalbaggsart som först beskrevs av Aurivillius 1924.  Acalolepta riouensis ingår i släktet Acalolepta och familjen långhorningar. Inga underarter finns listade i Catalogue of Life.